# Nayef R. F. Al-Rodhan

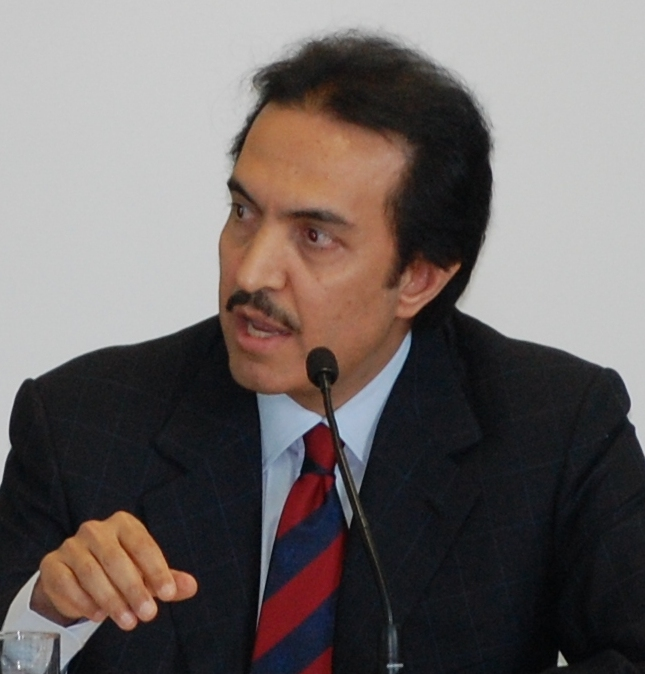
Nayef Al-Rodhan (2011)

Nayef Al-Rodhan (* 1959) ist ein Neurowissenschaftler, Politikwissenschaftler, Geostratege und Philosoph. Er ist seit 2006 Senior Fellow und Direktor der Geopolitics and Global Futures Programme am Genfer Zentrum für Sicherheitspolitik, sowie seit 2009 Honorary Fellow des St. Antony’s College der Universität Oxford. Er ist auch ein Senior Research Fellow an dem Institute of Philosophy und Mitglied des 'Global Future Council on the Future of Complex Risks' im World Economic Forum. Al-Rodhan ist seit 2022 ein Fellow an der Royal Society of Arts (FRSA).

## Leben
Seine Karriere begann Al-Rodhan als Neurochirurg und Neurowissenschaftler. Nach erfolgreichem Medizinstudium unter der Leitung des renommierten Neurowissenschaftlers Lord John Walton of Detchant an der Newcastle University führte Al-Rodhan wissenschaftliche Forschung an der Mayo Clinic in Rochester, Minnesota durch, wo er 1988 auch einen Ph.D. für seine Arbeit Characterization of Opioid and Neurotensin Receptor Subtypes in the Brain with Respect to Antinociception erhielt.
Unter der Leitung von Dennis Spencer und als Fellow des Congress of Neurological Surgeons wechselte Al-Rodhan 1993 an die Yale University School  und 1994  an das Massachusetts General Hospital, welches Teil der Harvard Medical School ist. Seine Forschungstätigkeit führte während dieser zeit zu Kooperationen mit dem Nobelpreisträger James E. Muller und Robert Martuza. Ergebnis dieser Kooperationen waren ein Neurotechnologieprogramm sowie die Gründung eines neuen Labors für Zelluläre Neurochirurgie und Neurochirurgische Technology an der Harvard Medical School.
Al-Rodhans Forschungstätigkeit wurde außerdem durch folgende Auszeichnungen gewürdigt: den Sir James Spence Prize, den Gibb Prize, den Farquhar-Murray Prize, die zweimalige Vergabe des Preises der American Association of Neurological Surgeons, den Meninger Prize, den jährlichen Preis für Residents des Congress of Neurological Surgeons, den Young Investigator Prize der American Association of Neurological Surgeons und den jährlichen Fellowship Prize des Congress of Neurological Surgeons.
Seit 2002 richtet sich der Fokus von Al-Rodhans Arbeit auf das Zusammenspiel der Neurowissenschaften und der internationalen Beziehungen. Er gilt als Pionier der Anwendung wissenschaftlicher Erkenntnisse aus dem Bereich der Neurowissenschaften auf klassische strategische Fragestellungen. Durch ein Verständnis der biochemischen Prozesse, welche unseren Emotionen und Charaktereigenschaften zu Grunde liegen, ergeben sich völlig neue Möglichkeiten Phänomene wie Konflikte oder politische Verhandlungen zu analysieren. Basierend auf seinen neurowissenschaftlichen Erkenntnissen begründete er das neue philosophische Menschenbild des emotionalen amoralischen Egoismus. Er kritisiert damit ältere Philosophien, denen zufolge der Mensch als vorwiegend rationales oder moralisches Wesen gesehen wird. Ausgehend von diesem Verständnis der menschlichen Natur entwickelt Al-Rodhan politische Konzepte für internationale Beziehungen, globale Politik und Sicherheit.
Al-Rodhans aktuelle Forschungsinteressen und Tätigkeitsfelder sind:
Geostrategie
Geopolitik des Mittleren Ostens; Nachhaltige nationale und globale Sicherheit; Geopolitik des Weltraums und strategischer Technologien; sowie globale strategische Risiken
Philosophie
Globale Gerechtigkeit; Menschenwürde und die internationale Ordnung; geteilte Menschheitsgeschichte und transkulturelle Sicherheit und Synergie; Philosophie der nachhaltigen Geschichte und Menschenwürde; Ideengeschichte; Neurophilosophie der menschlichen Natur und deren Auswirkungen auf Krieg, Frieden, Moral und politische Kooperation zwischen Ideologien, Staaten und Kulturen.